# ルノワール (映画)
『ルノワール』は、2025年6月20日に公開された日本映画。脚本・監督は早川千絵。主演は撮影当時11歳で、オーディションによって抜擢された鈴木唯。日本、フランス、シンガポール、フィリピン、インドネシアの国際共同製作作品。
1987年、東京郊外でのひと夏を舞台に、闘病中の父と仕事に追われる母と3人で暮らす、感受性と想像力豊かな11歳の少女・フキがそれぞれに事情を抱えた大人たちと触れ合う姿が描かれる。
第78回カンヌ国際映画祭のコンペティション部門に出品され、ワールドプレミア上映された。

## 製作
早川監督自身の記憶と感情の断片が投影された作品。本作に影響を与えた映画として『ミツバチのささやき』『お引越し』『ヤンヤン 夏の想い出』を挙げている
タイトル名はルノワールの絵画（イレーヌ・カーン・ダンヴェール嬢）に由来し、劇中でフキがこの絵に惹かれ、自宅の部屋に複製画を飾る場面が描かれており、早川自身も幼少期にこの絵の複製画を父から贈られた経験がある。
早川は2025年6月3日に行われた本作のジャパン・プレミア、ティーチインの中で本作は「余白を楽しむ映画」であり、映画を観てくれた人それぞれに違った感情が生まれてくれれば嬉しいと話している。

## キャスト
沖田フキ〈11〉
演 - 鈴木唯
両親と3人で東京郊外の家に暮らす。マイペースで想像力豊か。
沖田詩子
演 - 石田ひかり
フキの母。仕事に追われている。
沖田圭司
演 - リリー・フランキー
フキの父。闘病生活を送っている。
御前崎透
演 - 中島歩
フキが出会う大人。
北久理子
演 - 河合優実
フキが出会う大人。
濱野薫
演 - 坂東龍汰
フキが出会う大人。

### その他
- Hana Hope[5][9]、高梨琴乃[5][9]、西原亜希[5][9]、谷川昭一朗[5][9]、宮下今日子[5][9]、中村恩恵[5][9]

## スタッフ
- 監督・脚本 - 早川千絵[10]
- エグゼクティブ・プロデューサー - 小西啓介[9]、水野詠子[9]、國實瑞惠[9]、木下昌秀[9]、小林栄太朗[9]、ジョセット・カンポ＝アタイデ（英語版）[11]、マリア・ソフィア・アタイデ＝マルード（英語版）[12]、フラン・ボルジア（英語版）[13]
- プロデューサー - 水野詠子[10]、ジェイソン・グレイ[10]、小西啓介[10]、クリストフ・ブリュンシェ（英語版）[10]、フラン・ボルジア[13]
- コ・プロデューサー - ジョセット・カンポ＝アタイデ[11]、アレンバーグ・アン[14]、オリヴィエ・ペール（フランス語版）[15]、レミ・ブラー（フランス語版）[16]、ユリア・エヴィナ・バラ（英語版）[17]、アムリタ・クスマ[18]、アメル・ラコム[19]
- アソシエイト・プロデューサー - 山根美加[9]
- ラインプロデューサー - 金森保[9]
- 撮影 - 浦田秀穂[9]
- 編集 - アンヌ・クロッツ[20]
- 美術 - 三ツ松けいこ[9]
- 装飾 - 秋元早苗[9]
- 照明 - 常谷良男[9]
- 録音 - ダナ・ファルザネプール[21]
- 衣装 - 宮本まさ江[9]
- ヘアメイクデザイナー - 橋本申二[9]
- 制作担当 - 金子堅太郎[9]
- 助監督 - 佐藤匡太郎[9]
- キャスティング - 杉野剛[9]
- サウンドデザイン - フィリップ・グリベル（フランス語版）[22]、イヴ・セルヴァジャン[23]
- フォーリー - Xavier Drouot[9]
- 音楽 - レミ・ブーバル（フランス語版）[3]
- 助成：文化庁文化芸術振興費補助金（国際共同製作映画）[5]
- 企画・制作 - ローデッド・フィルムズ[2][5][9]
- 制作協力プロダクション - キリシマ1945[5][9]
- 製作幹事・配給 - ハピネットファントム・スタジオ[2][5][9]
- 製作 -「RENOIR」製作委員会（ハピネットファントム・スタジオ、ローデッド・フィルムズ、鈍牛倶楽部、KINOFACTION、テンカラット） / International Partners（Ici et Là Productions、Akanga Film Asia、Nathan Studios、Daluyong Studios、ARTE France Cinema、KawanKawan Media、Panoranime）[5][9]

## 評価
- コンペティション部門に出品した第78回カンヌ国際映画祭において、主演の鈴木唯が「注目すべき10人の才能」に選出された[24]。
- 映画評論家の中条省平は、「鈴木唯が奇跡的に素晴らしく、この映画独自の世界観を表現している」と絶賛するとともに、早川の脚本や映像表現に対し「本作で早川千絵は映画作家として新たなステージに立った」と評している[25]。